# 江津市立江津中学校
江津市立江津中学校（ごうつしりつ ごうつちゅうがっこう）は、島根県江津市江津町にある公立中学校。略称は江中（ごうちゅう）。

## 沿革
出典
- 1947年 (昭和22年)
  - 4月1日 - 創立
  - 4月22日- 開校式挙行。本校を郷田小学校におき、分校を渡津・嘉久志・和木の各学校に設置
- 1948年 (昭和23年)
  - 4月5日 - 各分校を郷田小学校に統合
- 1949年 (昭和24年)
  - 1月1日 - 校舎統合
- 1950年 (昭和25年)
  - 3月21日 - 落成開校式
- 1954年 (昭和29年)
  - 4月1日 - 江津市制実施により校名を島根県江津市立江津中学校に変更
- 1961年 (昭和36年)
  - 9月1日 - 分教室江津整肢学園開園
- 1963年 (昭和38年)
  - 1月8日 - 新校舎生徒館竣工移転
  - 6月1日 - 特別教室（音楽2・理科2）竣工
- 1964年 (昭和39年)
  - 4月1日 - 文部省指定生徒指導推進研究推進校
- 1965年 (昭和40年)
  - 3月25日 -屋内体育館竣工
  - 5月24日 - 新築落成式
- 1979年 (昭和54年)
  - 7月30日 - プール竣工
- 1980年 (昭和55年)
  - 12月17日 - プレハブ体育部室竣工
- 1982年 (昭和57年)
  - 1月12日 - 技術校舎（階上、特別教育活動室）竣工
- 1984年 (昭和59年)
  - 3月1日 - 技術科調理室改築完了
- 1988年 (昭和63年)
  - 11月22日 - 島根県特殊教育研究大会会場校
- 1997年 (平成9年)
  - 11月16日 - 創立50周年記念式典
- 1998年 (平成10年)
  - 10月 - 「心の相談室」設置
- 2001年 (平成13年)
  - 8月 - 全国中学校軟式野球大会第3位
- 2003年 (平成15年)
  - 4月1日 - 江津中学校、松平中学校が統合し、新江津中学校として開校
- 2009年 (平成21年)
  - 4月7日 - 新校舎竣工式
- 2010年 (平成22年)
  - 10月29日 - 文科省学校体育地域振興事業指定校
- 2011年 (平成23年)
  - 10月26日 - 島根県体力向上推進モデル事業指定校（1年次）
- 2012年 (平成24年) - 島根県体力向上推進モデル事業指定校（2年次）
- 2013年 (平成25年) - 文科省委託事業「英語によるコミュニケーション能力・論理的思考力を強化する指導改善の取組」指定校
- 2014年 (平成26年)
  - 11月6日 - 全国学校体育研究大会 学校体育優良校表彰

## 部活動
出典
運動部
- 陸上競技部
- 野球部
- 男子バスケットボール部
- 女子バレーボール部
- ソフトテニス部
- 柔道部
- 卓球部
- サッカー部
- 剣道部
- 水泳部
- ハンドボール部

文化部
- 吹奏楽部
- 美術部

## 学区
出典
- 江津町
- 渡津町
- 嘉久志町
- 和木町
- 金田町
- 島の星町
- 金川口・奥谷（浅利町の一部）
- 松川町
- 川平町

## 進学前小学校
出典：
- 江津市立郷田小学校
- 江津市立渡津小学校
- 江津市立高角小学校

## アクセス

### バス
- 「済生会病院」停留所（石見交通）から徒歩で約5分

### 鉄道
- 西日本旅客鉄道（JR西日本）山陰本線 - 江津駅から徒歩で約10分

## 周辺
- 島根県立江津工業高等学校
- 済生会江津総合病院
- 江津市総合市民センター（ミルキーウェイホール）
- 江津市役所